# Bébé s'habille tout seul
Pour plus de détails, voir Fiche technique et Distribution.
Bébé s'habille tout seul est un film muet français réalisé par Louis Feuillade et sorti en 1912.

## Fiche technique
- Titre : Bébé s'habille tout seul
- Réalisation : Louis Feuillade
- Scénario : Louis Feuillade
- Société de production : Société des Établissements L. Gaumont
- Société de distribution : Comptoir Ciné-Location
- Pays d'origine :  France
- Langue : film muet avec les intertitres en français
- Format : Noir et blanc — 35 mm — 1,33:1 — Muet
- Métrage : 163 m
- Genre : Comédie
- Durée : inconnue
- Date de sortie : 
  - France : 31 mai 1912

## Distribution
- René Dary : Bébé (comme Clément Mary)
- Renée Carl : La mère
- Paul Manson : Le père
- Jeanne Saint-Bonnet : Julie, la bonne